# Mount Baxter
Mount Baxter är ett berg i Antarktis. Det ligger i Östantarktis. Nya Zeeland gör anspråk på området. Toppen på Mount Baxter är 2 600 meter över havet.
Terrängen runt Mount Baxter är bergig österut, men västerut är den kuperad. Trakten är obefolkad. Det finns inga samhällen i närheten.